# Rue Paul-et-Camille-Thomoux
La rue Paul-et-Camille-Thomoux est une importante voie de communication de Neuilly-sur-Marne, dans le département de Seine-Saint-Denis, en France.

## Situation et accès
Elle suit le parcours de la route nationale 370 et se termine dans l'axe de la rue Marx-Dormoy.

## Origine du nom

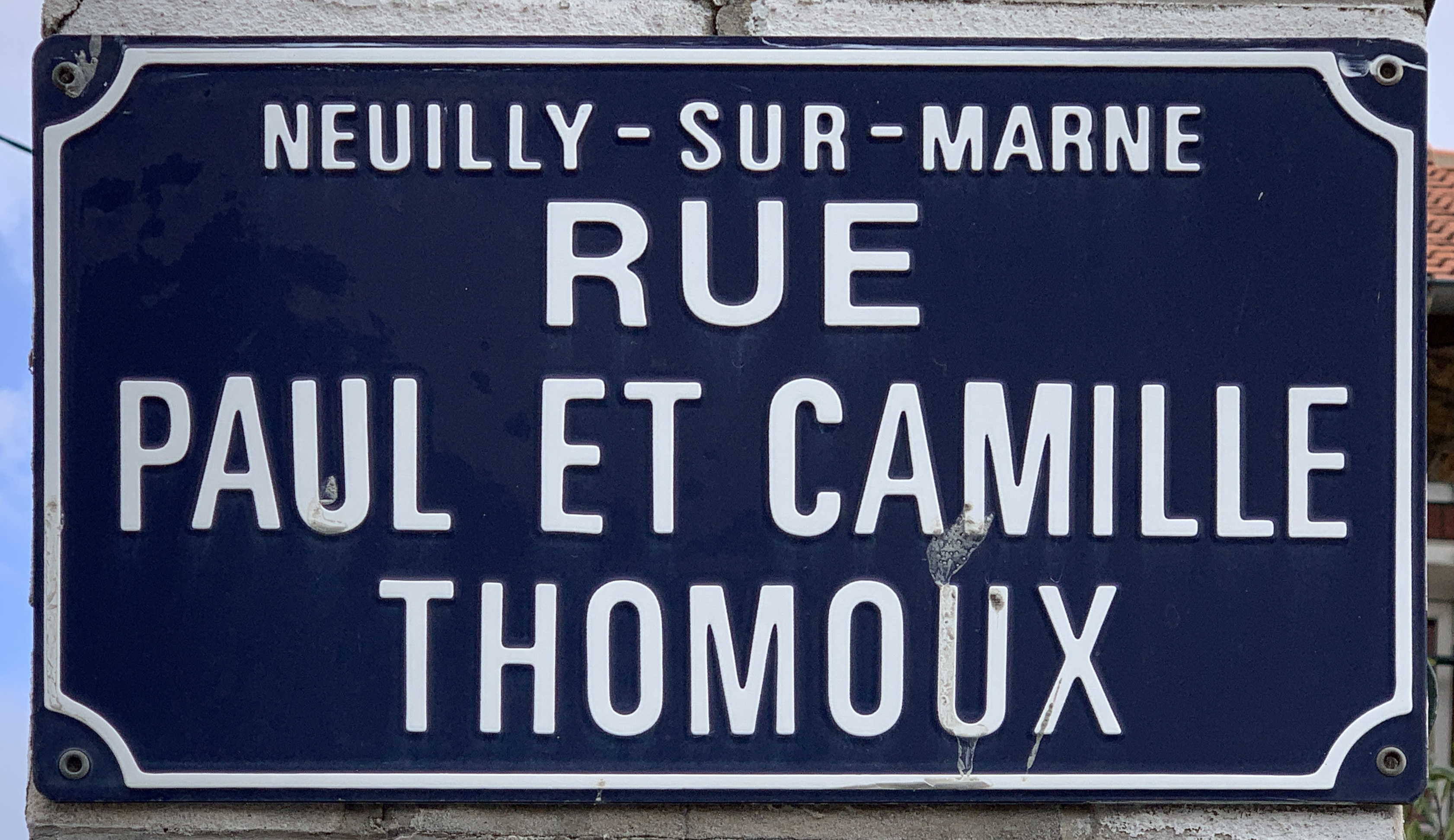
Plaque de la rue.

Cette voie de communication était à l'origine la rue de Gagny, ainsi nommée car elle menait vers cette ville. C'est en 1947 que la municipalité attribua à la rue le nom de Paul Thomoux (1900-1944), résistant et maquisard FTPF, mort pour la France. En 1965, le conseil municipal y ajouta le prénom de son épouse Camille (1898-1965) qui partagea son engagement et s’impliqua dans la vie communale.

## Historique

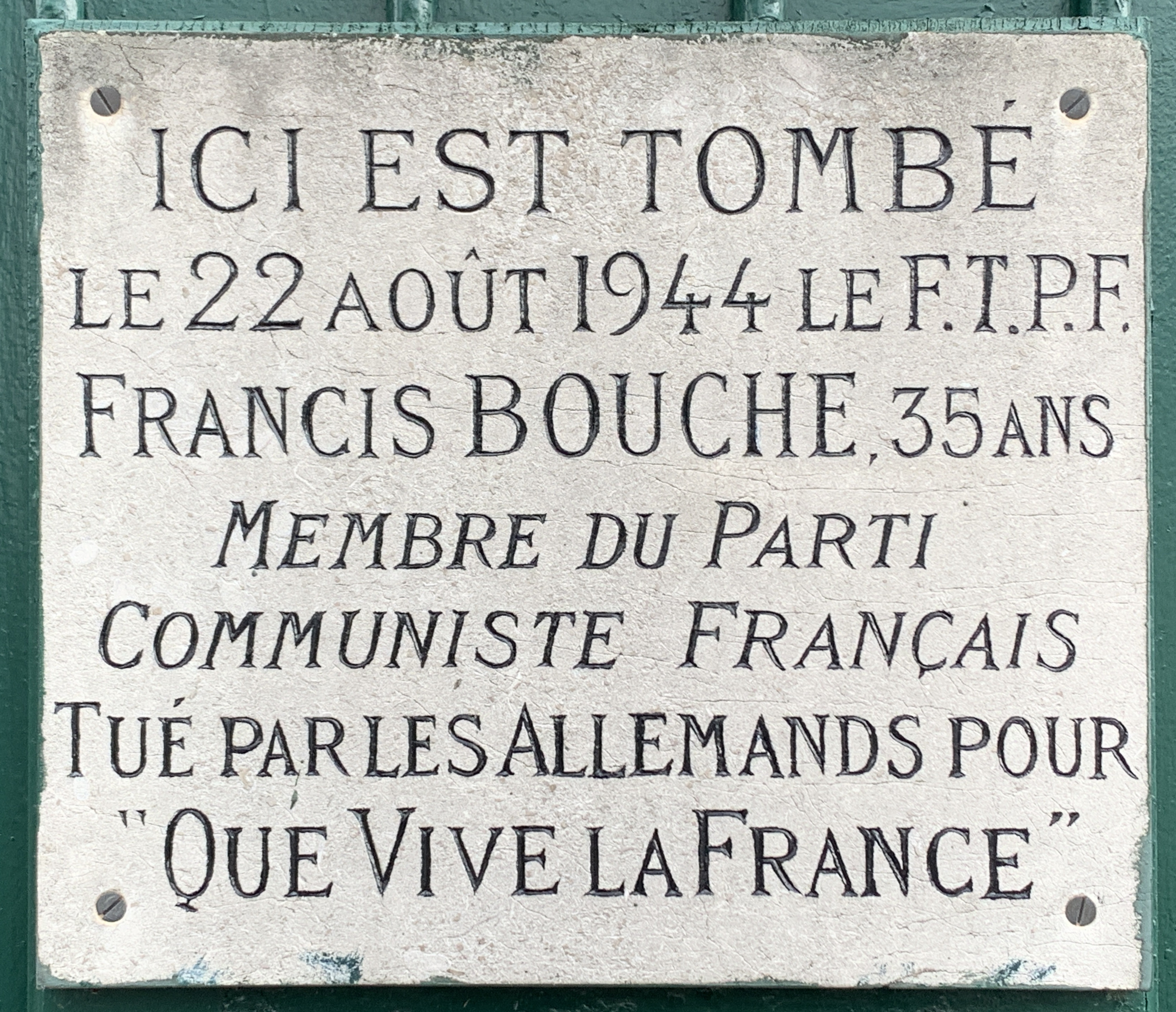
Plaque indiquant le lieu où a été tué Francis Bouche.

## Bâtiments remarquables et lieux de mémoire
- Cimetière de Neuilly-sur-Marne.
- Quartier des Fauvettes sud, créé par l'architecte Claude Le Goas, représentatif de l'urbanisme de tours et de dalles de cette époque des années 1960[3].
- Cité jardin, construite en 1934 par l'architecte Julien Hirsch pour l'Office public d'habitation à bon marché de la Seine-et-Oise.
- La résidence du Lac, opération immobilière conçue par les architectes Michel Andrault et Pierre Parat dans les années 1970[4],[5].

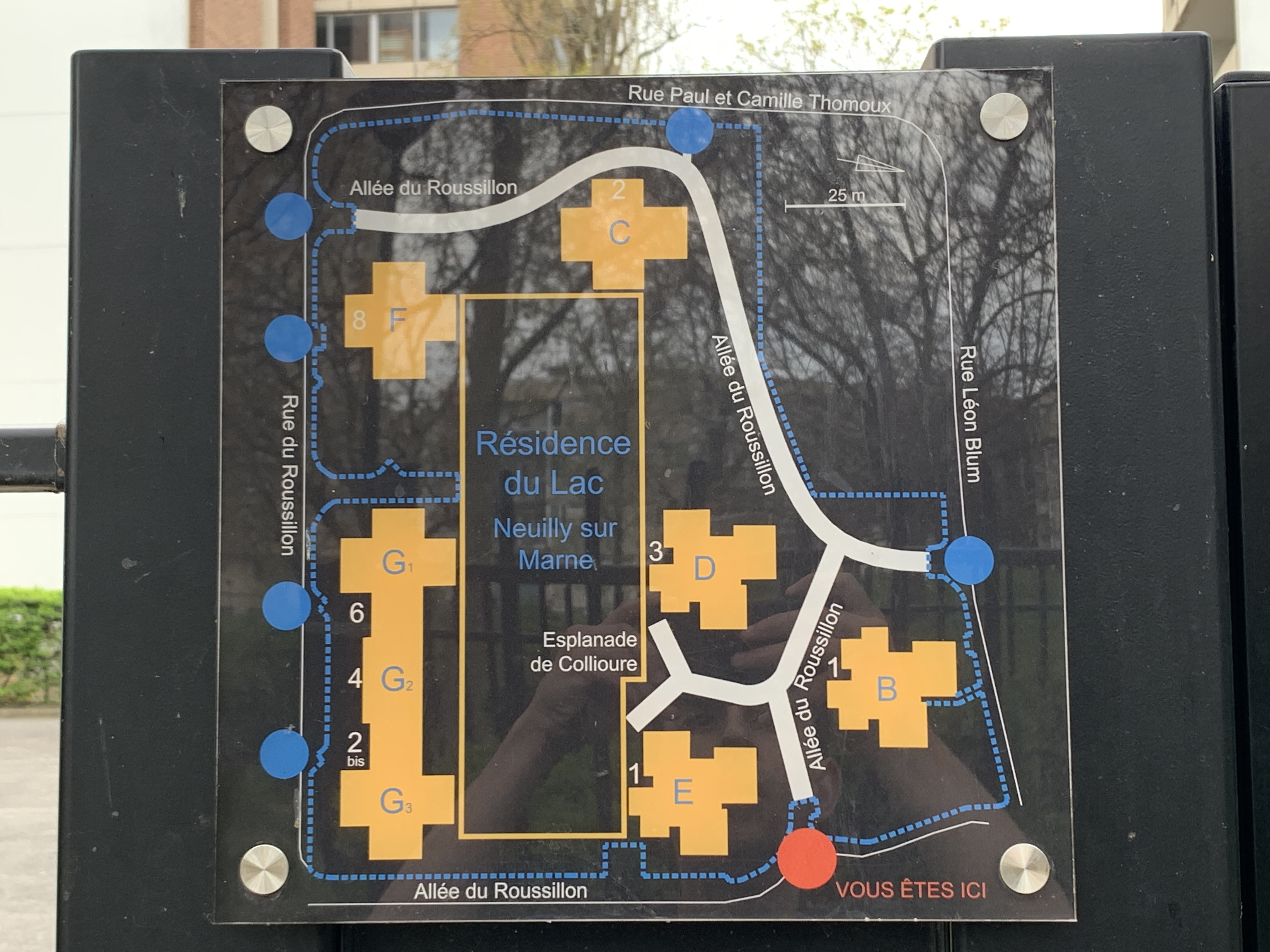
La résidence du Lac.
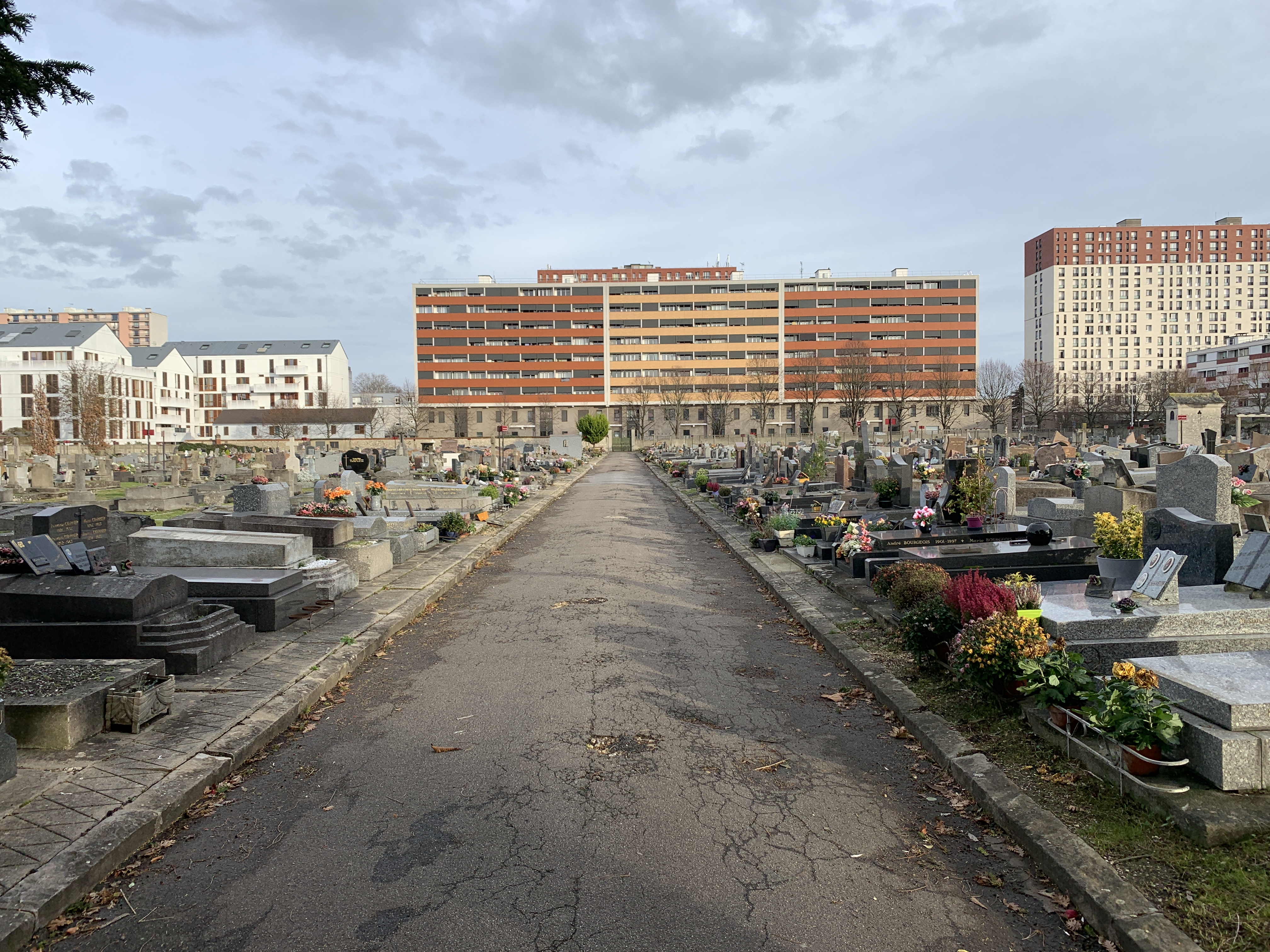
Le cimetière en 2019.
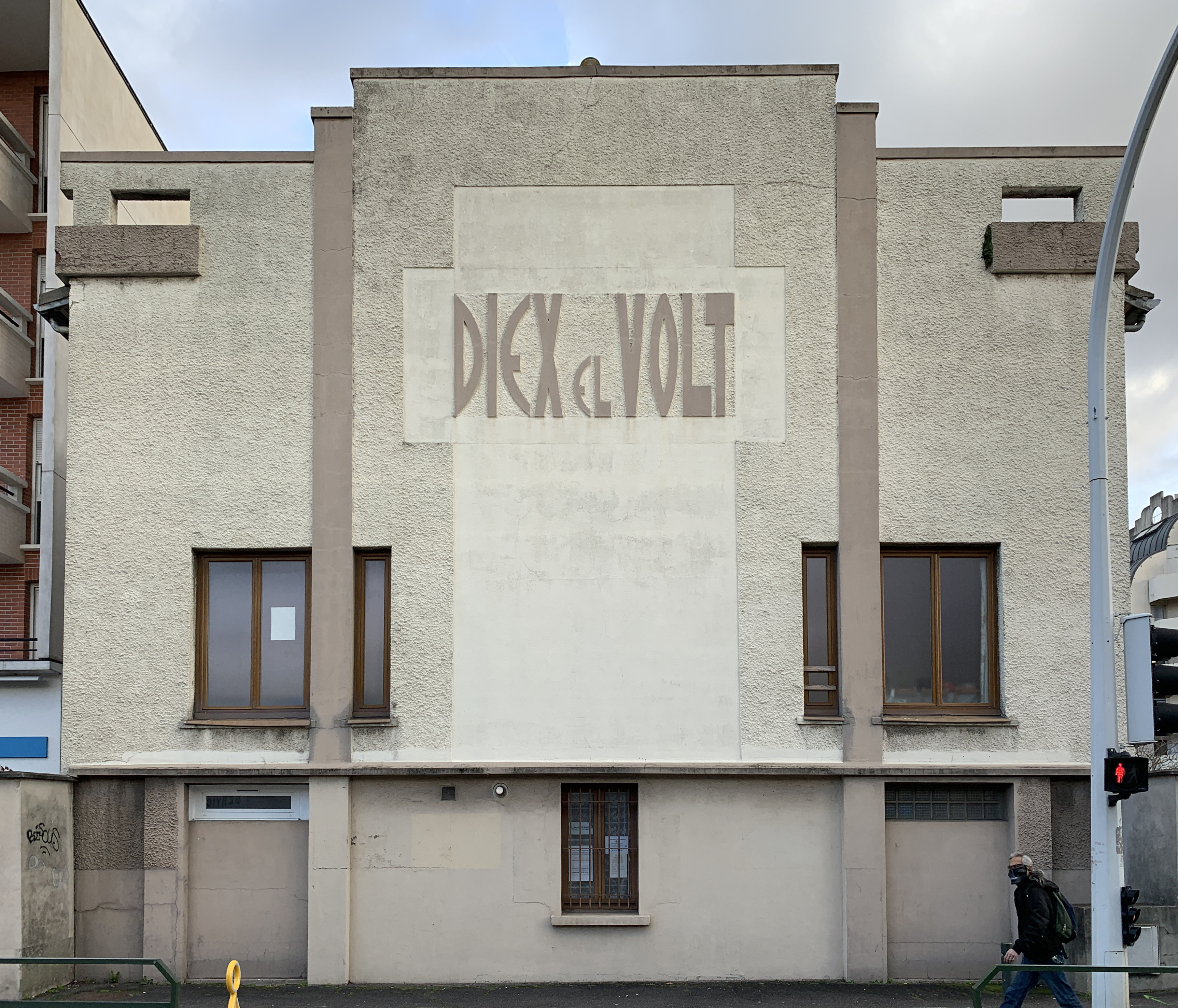
Le presbytère.